# 酔仙酒造
酔仙酒造株式会社（すいせんしゅぞう）は、岩手県陸前高田市高田町にて清酒製造業を行う酒蔵である。2011年の東日本大震災で工場を流出し操業停止するが、岩手銘醸玉の春工場の協力で醸造を継続し、翌年大船渡市に新工場を再建する。

## 代表銘柄

### 雪っこ
冬季限定製造

## 略歴
- 1944年（昭和19年） - 戦時中の「企業整備令」により、旧気仙郡の8軒の造り酒屋が統合「気仙酒造」を設立。
- 2011年（平成23年） - 東北地方太平洋沖地震（東日本大震災）による津波のため本社工場流失。
- 2012年（平成24年） - 大船渡市猪川町字久名畑136-1に新工場建設。

## 受賞歴
全国新酒鑑評会
- 平成26酒造年度　入賞
- 平成28酒造年度　金賞
- 平成29酒造年度　金賞